# Teatre de sang
Teatre de sang (en anglès Theatre of Blood, també coneguda als Estats Units com a Theater of Blood) és una comèdia de terror britànica del 1973 dirigida per Douglas Hickox i protagonitzada per Vincent Price com el venjador actor Edward Lionheart i Diana Rigg com la seva filla Edwina. El repartiment inclou actors distingits Harry Andrews, Coral Browne, Robert Coote, Jack Hawkins, Ian Hendry, Michael Hordern, Arthur Lowe, Joan Hickson, Robert Morley, Milo O'Shea, Diana Dors i Dennis Price. Ha estat doblada al català.

## Argument
Després de ser humiliat pels membres del Theatre Critics Guild en una cobejada cerimònia de lliurament de premis, l'actor shakespearià Edward Kendal Sheridan Lionheart (Vincent Price) és vist suïcidant-se llançant-se al Tàmesi des d'una gran altura. Sense saber-ho del públic, Lionheart sobreviu i és salvat per un grup de vagabunds. Dos anys més tard, a partir del 15 de març, Lionheart es proposa venjar-se dels crítics que no volgueren aclamar el seu geni, matant-los un a un de manera molt similar a les escenes d'assassinat de la temporada de les obres de Shakespeare que va representar per última vegada. Abans de cada assassinat, Lionheart recita la crítica punyent del crític sobre la seva actuació en el paper.
El primer crític, George Maxwell, és assassinat per una multitud de persones sense llar, suggerit per l'assassinat de Cèsar a Juli Cèsar. El segon, Hector Snipe, és apunyalat amb una llança i el cos arrossegat, lligat a la cua d'un cavall que reprodueix l'assassinat d'Héctor de Troilos i Crèssida. El tercer, Horace Sprout, és decapitat mentre dorm, tal com era Cloton a Cimbelí. El quart crític, Trevor Dickman, Shylock li arrenca el cor com a El marxant de Venècia, reescrivint l'obra perquè Antonio es vegi obligat a pagar el seu deute amb una lliura de carn. El cinquè, Oliver Larding, s'ofega en un barril de vi, tal com li succeeix al duc de Clarence a Ricard III. Per a la següent obra, Romeu i Julieta, Lionheart atrau el crític Peregrine Devlin a un gimnàs d'esgrima, on recrea la lluita amb les espases de l'obra. Fereix Devlin, però decideix no matar-lo en aquest moment. El sisè crític que ha de morir, Salomon Psaltery, un home obsessivament gelós, assassina la seva dona creient que és infidel, tal com retrata Otel·lo. Tot i que aquest crític sobreviu, les seves accions condueixen al seu empresonament i s'especula, a causa de la seva edat, morirà a la presó. La setena crítica, Miss Chloe Moon, l'única dona víctima, és electrocutada per reproduir la crema de Joana d'Arc a Enric VI, primera part. El vuitè crític, Meredith Merridew, un gormand extravagant, és alimentat a força de pastissos fets amb la carn dels seus gossos (als quals considera els seus "bebès") fins que els ofega; replicant la mort de la reina Tamara a Titus Andrònic que va menjar-se els seus fills en un pastís.
L'adorada filla de Lionheart, Edwina, és arrestada com a principal sospitosa (al principi de la pel·lícula es revela que efectivament ha estat ajudant el seu pare), obligant l'actor a revelar-se. En l'últim intent de dramatúrgia / assassinat, Lionheart amenaça el crític principal Devlin perquè li concedeixi el cobejat premi o el mataran. Devlin s'hi nega i Lionheart planeja tancar-li els ulls amb punyals ardents, com passa amb Gloucester a El rei Lear. El seu artifici es queda encallat, però, just quan la policia arriba a salvar Devlin. Per frustrar-los, Lionheart cala foc al teatre i, en la confusió, un dels vagabunds mata Edwina amb l'estatueta del premi, sense voler-la, fent-la passar pel paper de Cordèlia. Lionheart es retira, portant el seu cos al terrat i lliurant l'últim monòleg de Lear abans que el terrat s'enfonsi, enviant-lo a la seva mort.

## Repartiment
- Vincent Price... Edward Lionheart
- Diana Rigg... Edwina Lionheart
- Ian Hendry... Peregrine Devlin
- Harry Andrews... Trevor Dickman
- Robert Coote... Oliver Larding
- Michael Hordern... George Maxwell
- Robert Morley... Meredith Merridew
- Coral Browne... Chloe Moon
- Jack Hawkins... Solomon Psaltery
- Arthur Lowe... Horace Sprout
- Dennis Price... Hector Snipe
- Milo O'Shea... Inspector Boot
- Eric Sykes... Sgt. Dogge
- Diana Dors... Maisie Psaltery
- Joan Hickson... Mrs. Sprout
- Renée Asherson... Mrs. Maxwell
- Madeline Smith... Rosemary
- Brigid Erin Bates ... Agnes
- Charles Sinnickson ... Vicar
- Tutte Lemkow... Meths Drinker
- Declan Mulholland... Meths Drinker
- Stanley Bates... Meths Drinker
- John Gilpin... Meths Drinker

## Producció
La pel·lícula es va anomenar originalment Much Ado About Murder (Molt soroll sobre assassinats). Va ser una de les diverses pel·lícules de terror protagonitzades per Diana Dors.
Theatre of Blood es va filmar completament en localitzacions. L'amagatall fictici de Lionheart, el "Burbage Theatre", era en realitat l' hipòdrom Putney de Londres, construït el 1906, que havia estat vacant i ruïnós durant més d'una dècada abans de ser utilitzat a la pel·lícula. Posteriorment fou enderrocat el 1975 per deixar lloc a habitatge. L'hipòdrom també es va utilitzar en l'anterior pel·lícula del director Hickox, Sitting Target (1972) amb Oliver Reed i Ian McShane.
La tomba de Lionheart és un monument de la família Sievier al cementiri de Kensal Green i mostra les figures esculpides d'un home assegut, una mà col·locada al cap d'una dona agenollada en adoració, mentre que l'altra sosté la Bíblia, les seves pàgines s'obren a un passatge de l'Evangeli de Lluc. El monument va ser alterat per a la pel·lícula amb màscares de guix de Price i Rigg substituïdes per les reals; la Bíblia es va convertir en un volum de Shakespeare i es va posat un gravat adequat a la part frontal amb el nom i les dates de Lionheart. L'impressionant apartament situat al costat del Tàmesi de Peregrine Devlin era, en realitat, el pis àtic de l'Alembic House (ara conegut com a Peninsula Heights) a l'Albert Embankment. La propietat es va convertir en la llar londinenca del novel·lista i polític deshonrat Jeffrey Archer.
Quan va començar la preproducció, Coral Browne va insistir que només portaria roba dissenyada per Jean Muir per a la pel·lícula. El dissenyador de vestuari Michael Baldwin va informar a Browne que el pressupost no es podria estendre fins a la roba de disseny per a cap repartiment. Baldwin es va sorprendre (i es va enfadar) per rebre una trucada de Douglas Hickox després d'una reunió amb Browne, que li va dir que podia tenir els vestits de Muir que va demanar, augmentant el pressupost únicament per satisfer les seves demandes. Baldwin es va enfurismar encara més quan va descobrir que Browne conservava tots els dissenys de Muir després de filmar-los embolicats.

## Recepció crítica
Segons els informes, aquesta pel·lícula era la preferida de Price, ja que sempre havia desitjat la possibilitat d'interpretar un Shakespeare, però es va trobar encasellat pel seu treball en pel·lícules de terror. Diana Rigg considerava Theatre of Blood com la seva millor pel·lícula.
Abans o després de cada mort a la pel·lícula, Lionheart recita passatges de Shakespeare, donant a Price l'oportunitat de pronunciar discursos com el tercer soliloqui de Hamlet ("Ser o no ser, aquesta és la qüestió ..."); l'elogi de Marc Antoni per a Cèsar de Juli Cèsar ("Amics, romans, ciutadans, em presteu les vostres orelles ..."); "Ara és l'hivern del nostre descontentament ..." des del començament de Ricard III ; i, finalment, la ira del boig rei Lear' per la pèrdua de la seva filla fidel.
De vegades es considera que la pel·lícula és una parodia o un homenatge a The Abominable Dr. Phibes. Les similituds amb la pel·lícula anterior inclouen un presumpte protagonista mort (que és un intèrpret professional) que busca venjança, nou víctimes previstes (una de les quals treballa directament amb Scotland Yard i sobreviu), assassinats temàtics arrelats a la literatura, un acompanyant femenina jove, etc. Theatre of Blood havia estat aclamada per la crítica, mantenint una qualificació d'aprovació "fresca" del 96% a Rotten Tomatoes amb el consens "Deliciosament bona i meravellosament divertida, Theater of Blood presenta a Vincent Price en el seu millor moment melodramàtic."
El Los Angeles Times la va anomenar "possiblement la millor pel·lícula de terror que Vincent Price hagi fet mai. Sens dubte, li proporciona el millor paper que mai ha tingut en el gènere. Un triomf de Grand Guignol, enginyós i elegant, que permet variar molt entre humor i patetisme ".

## Adaptació de l'escenari
La pel·lícula va ser adaptada per a l'escenari per la companyia britànica Improbable, amb Jim Broadbent interpretant a Edward Lionheart i Rachael Stirling, la filla de Diana Rigg, interpretant el paper que la seva mare va estrenar, la filla de Lionheart. L'obra es diferencia de la pel·lícula pel fet que la crítica prové de diaris britànics (exemples com The Guardian i The Times) i està totalment ambientada en un teatre abandonat. L'obra continua ambientada als anys setanta, en lloc d'actualitzar-se a l'època contemporània. La majoria dels personatges secundaris van ser extirpats, inclosa la policia i es va reduir el nombre de morts. Els assassinats basats en Otel·lo i Cimbelí s'ometen ja que haurien de tenir lloc fora del teatre i confiar en personatges secundaris, com ara les esposes dels crítics. El nom de la filla de Lionheart es canvia de "Edwina" a "Miranda" per millorar la influència shakespeariana. L'adaptació es va publicar a Londres al National Theatre entre maig i setembre del 2005 i va rebre crítiques mixtes.